# Le Petit Cow-boy
Pour plus de détails, voir Fiche technique et Distribution.
Le Petit Cow-boy (Yumurcak Küçük Kovboy) est un western spaghetti italo-turc réalisé par Guido Zurli et sorti en 1973.

## Synopsis
Yumurcak vit dans un village du Far West. Un jour, sur le chemin de l'école, il est enlevé par le gangster Demirbilek et sa bande. Sa mère, Maureen, incapable de payer la rançon, fait appel à Keskin, un as du revolver qui a renoncé à l'usage des armes depuis quelques années, car il est responsable de la mort d'un enfant. L'un des ouvriers de la ferme de Maureen, payé par Demirbilek, sert d'informateur à ce dernier, si bien que Keskin est lui aussi enlevé. Maureen est maintenant prête à vendre sa maison pour pouvoir payer la rançon. Lorsque, lors de l'échange, Maureen découvre le traître parmi ses ouvriers, elle est elle aussi séquestrée. Entre-temps, Keskin et Yumurcak ont réussi à se défaire de leurs liens ; l'ex-as de la gâchette tue le bandit. Plus rien ne s'oppose désormais à un avenir heureux pour la famille.

## Fiche technique
- Titre français  : Le Petit Cow-boy[1]
- Titre original turc : Yumurcak Küçük Kovboy[2]
- Réalisateur : Guido Zurli
- Scénario : Guido Zurli, Gianfranco Pisano, Aprad de Riso, Fuat Özlüer
- Photographie : Çetin Gürtop
- Production : Türker Inanoglu
- Société de production : Erler Film
- Pays de production :  Turquie -  Italie
- Langue originale : turc, italien
- Format : Couleurs - 2,35:1 - Son mono
- Durée : 85 minutes
- Genre : Western spaghetti
- Dates de sortie :
  - Turquie : 11 novembre 1973
  - France : 1979

## Distribution
- İlker İnanoğlu (tr) : Yumurcak, le petit cow-boy
- Cüneyt Arkın : Keskin
- Pascale Petit : Maureen
- Alan Steel : Demirbilek / Monty Donovan
- Ida Galli (sous le nom d'« Evelyn Stewart ») : Mrs. Callaghan
- Erol Taş : Kahya
- Feridun Cölgecen : Geldverleiher
- Süheyl Egriboz : un sbire de la bande à Demir
- Ihsan Gedik : un sbire de la bande à Demir
- Zeki Alpan : Yolcu